# N.V. Berger's Bank

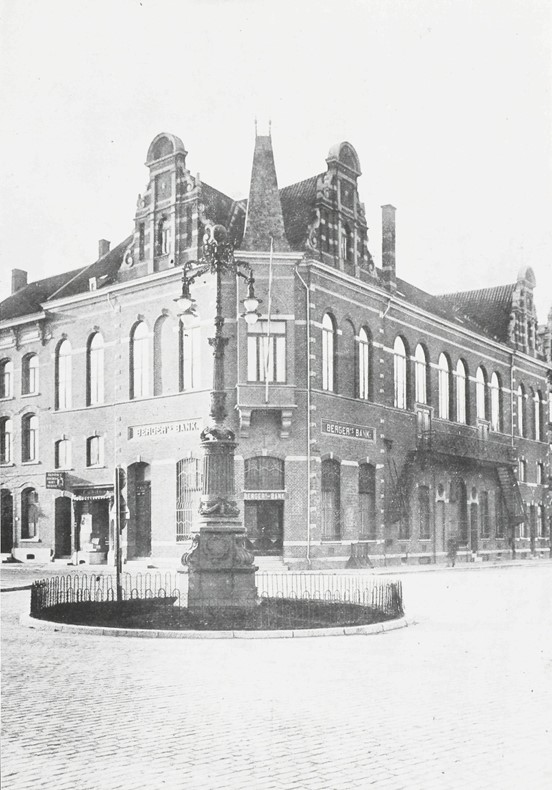
Kantoorgebouw van de N.V. Berger's Bank (1921-1932) te Venlo.

De N.V. Berger's Bank was een in 1921 gestichte handelsbank te Venlo. De bank was een voortzetting van de in 1819 opgerichte firma P.J. Berger & Cie., later Bank en Handelsvereeniging v/h P.J. Berger, In de wandeling kortweg "Berger bank" genoemd. Het was een Nederlandse onderneming die door Peter Joseph Berger in 1819 in Venlo werd opgericht.

## Activiteiten
Aan het eind van de negentiende eeuw, in het jaar 1894 verleende de Bank- en Handelsvereeniging v/h P.J. Berger de volgende diensten:
- Het disconteren van wissels en andere handelspapieren
- Het sluiten van beleningen
- Het afgeven en betalen van assignaties
- Het kosteloos omwisselen van bankbiljetten tegen muntgeld en vice versa

En in het begin van de twintigste eeuw werden de activiteiten van de bankinstelling omschreven als:
- Het incasseren en disconteren van wissels op binnen- en buitenland
- De in- en verkoop van buitenlandse wissels en bankpapier
- Het wisselen van vreemde muntspecie tegen binnenlandse of andersom
- De koop en verkoop van effecten

## Geschiedenis
Hoewel de N.V. Berger's Bank zelf maar van 1921 tot 1932 actief is geweest, gaat het verleden een stuk verder terug. In het jaar 1819 word er voor het eerst een bankinstelling met de naam Berger uit Venlo vermeld. Deze bank opereerde onder de naam P.J. Berger & Cie. Opgericht en bestuurd door Peter Joseph Berger (1798-1865), een in Viersen geboren koopman.
De firma P.J. Berger werd in het jaar 1819 voor het eerst vermeld in een door De Nederlandsche Bank uitgegeven lijst van handelsbanken, dit maakte de bank van Berger tot een van de eerste van Nederland en Limburg. Hoewel de heer Berger de eerste jaren na aankomst alleen handelde als koopman, begon hij steeds vaker kassiersdiensten voor zijn handelscontacten te verlenen. Dit was echter geen gek verschijnsel voor die tijd, zo heeft de Van Lanschot Kempen bank een zelfde soort achtergrond. Berger begon in de loop van de jaren steeds minder aandacht te besteden aan de goederenhandel die hij dreef, en begon zich vooral in te zetten als kassier.
Berger breidde niet alleen zijn eigen ondernemingen uit, ook verleende hij goedgeefs financiële steun aan personen die volgens hem door ijver en onberispelijk gedrag kredietwaardig waren. Als gevolg werd voor veel bedrijven de grondslag gelegd, waarop nog verschillende aanzienlijke firma's gegrondvest zijn. Er zijn weinig oude firma's in de streek van Venlo waarbij de naam Berger niet in de oude boeken voorkomt.

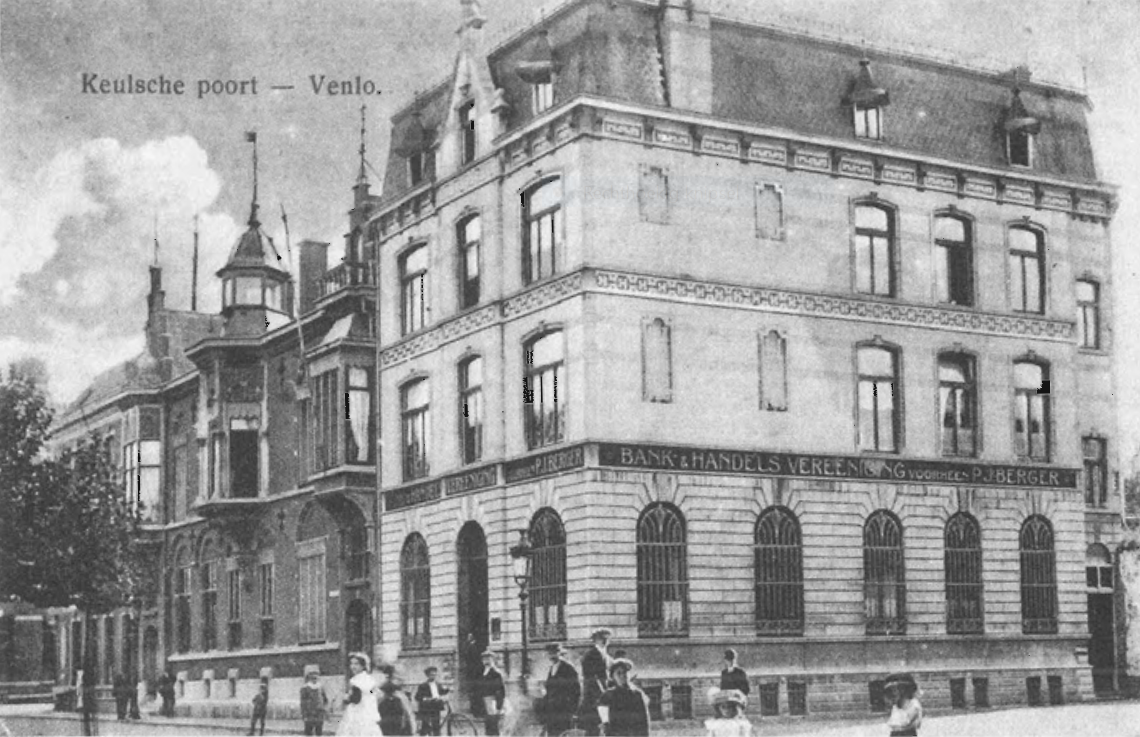
Kantoorgebouw van de NV Bank- & Handelsvereeniging, v/h P.J. Berger (Keulsepoort te Venlo).

Ook buiten Venlo was Berger van groot belang, zo trad hij onder andere op als kassier voor de Maatschappij tot Exploitatie van Staatsspoorwegen, wat later door een fusie Nederlandse Spoorwegen (NS) is gaan heten. Ook trad Berger op voor de Osse boterhandelaren de gebroeders Jurgens, die aan de wieg van het Unilever-concern stonden.
Na de dood van Berger zetten zijn nabestaanden de zaak voort. Zo verrichtte de firma onder meer allerlei geldtransacties voor de firma van Lodewijk van der Grinten, waaruit later het huidigde Océ voortkwam. Ook de firma Gebr. Teeuwen, een keramisch bedrijf uit Tegelen opende ten behoeve van hun onderneming een rekening bij P.J. Berger & Cie.
Vanaf 1894 ging de firma verder als Naamloze Vennootschap. De bank heette vanaf nu 'Bank & Handelsvereeniging voorheen P.J. Berger'. Er werden drie kleinzonen van de heer Berger als directeuren aangesteld; Louis J.W. Berger, Emile P.J. Berger en Herman M. Berger.
Door voorzichtige dividendpolitiek en het jaren lang geleidelijk vormen van flinke reserves, kon de zaak alle tegenwinden en crises doorstaan, zonder hiervoor leningen af te moeten sluiten.
Door het afvallen van twee leden van de directie in de jaren 1919 en 1920, die zelf geen opvolgers hadden, besloot de algemene vergadering tot liquidatie. Familieleden en familierelaties kregen de kans tot overname van delen van de onderneming. Hoewel de bankafdeling op 1 januari 1920 fuseerde met de Zuid-Nederlandsche Handelsbank, onderdeel van de Rotterdamsche Bank, later ABN AMRO Bank N.V., werd er een jaar later alweer een nieuwe bank opgericht, de N.V. Berger's Bank, onder bestuur van de voorheen genoemde Herman M. Berger en bankier Anthony C.M. Hellegers. Ook het correspondentschap van De Nederlandsche Bank werd door Herman M. Berger overgenomen. Voor zover geen liefhebbers waren, werden alle acitva geleidelijk voor hoge prijzen verkocht. Een jaar na besluit, in 1921, waren alle afdelingen geliquideerd.